# Хорезмская Социалистическая Советская Республика
Хоре́змская Социалисти́ческая Сове́тская Респу́блика (узб. Xorazm Sotsialistik Sovet Respublikasi / Хоразм Социалистик Совет Республикаси, сокращенно Хоре́змская ССР или ХССР) — государство-преемник Хорезмской Народной Советской Республики (ХНСР). Союзная республика в составе СССР. Существовала практически один год. Столицей являлся город Хива. Название республики произошло от историко-географического древнего региона Хорезм. Крупнейшими городами помимо столицы являлись Ташауз, Ургенч, Куня-Ургенч  и Ходжейли.

## Расположение и география
С севера омывалась Аральским морем, с запада и с юга граничила с Закаспийской областью Туркестанской АССР, с востока с Сырдарьинской областью Туркестанской АССР, с юго-востока с Бухарской ССР. Туркестанская АССР входила в состав РСФСР.

## История
Хорезмская Народная Советская Республика была провозглашена после вторжения войск Красной армии в пределы Хивинского ханства и отречения от власти хана.
Если в Туркестане существовали хотя бы социал-демократические кружки, то в Бухаре и Хиве таковые вообще отсутствовали. Бухарская компартия была создана на съезде в Ташкенте 25 сентября 1918 года с целью создания повода для свержения режима эмира при помощи штыков Красной Армии. Аналогичную функцию выполняла Хорезмская коммунистическая партия, которая также создавалась вне пределов ханства. Обе партии были малочисленны. К концу 1919 года Бухарская компартия насчитывала около 900 коммунистов, а Хорезмская компартия к апрелю 1920 года набрала 600 человек.
 13 сентября 1920 года был заключён военно-политический договор с РСФСР, по которому Россия признавала полную самостоятельность и независимость Хорезма.
Хорезмская НСР была переименована в Хорезмскую ССР в ходе 4-го Всехорезмского съезда Советов 30 октября 1923 года. Тогда же была принята конституция республики. Спустя ровно год, в конце октября 1924 года в СССР началось национально-территориальное размежевание, и 27 октября Хорезмская ССР была упразднена, и её территория разделена между новообразованными республиками по национальному признаку — Узбекской ССР (9 % территории Хорезмской ССР), Туркменской ССР (81 %), а также Кара-Калпакской АО (10 %) в составе Казакской АССР, которая в свою очередь входила в состав РСФСР.
Правящей партией в республике являлась Хорезмская коммунистическая партия, имела собственные вооруженные силы. Имела свою валюту — Хорезмский рубль. Также в республике были на ходу в том числе рубль РСФСР (Совзнаки) и рубль СССР, а также Хорезмская таньга. Основу экономики республики составляло сельское хозяйство (в основном выращивание овощей и фруктов, риса, хлопка и пшеницы), шелководство, животноводство (в том числе каракулеводство), рыболовство (на Аральском море и на реке Амударья), а также народные промыслы и ремесла, такие как ковроткачество, производство керамической посуды и изделий. Экономика республики была тесно связана с экономикой Туркестанской АССР, которая входила в состав РСФСР.

## Население и язык

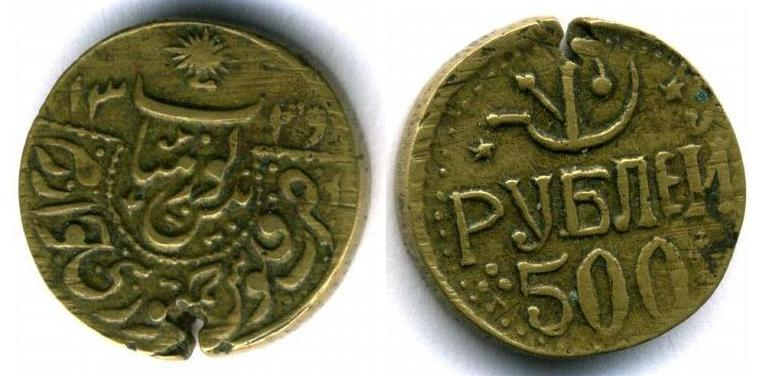
500 рублей (1920—1921 гг.)

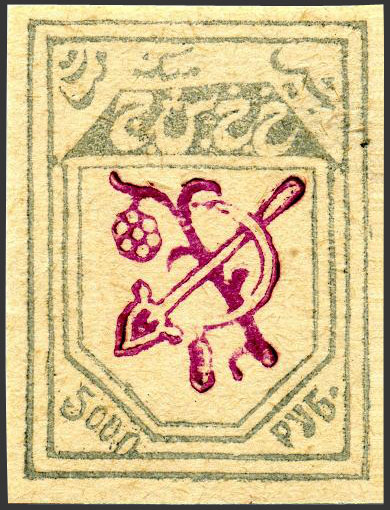
Почтовая марка республики, 1922 год.

Официальными языками Хорезмской ССР являлись узбекский и русский. Хорезмская ССР как и Хорезмская НСР являлась светским государством, но подавляющее большинство населения являлось мусульманами-суннитами. Также часть населения исповедовало христианство (в основном православие). В республике проживало примерно 800 тысяч человек. Основную часть населения составляли дашти-кипчакские узбеки, также проживало довольно большое количество каракалпаков, туркмен и казахов. Также проживали русские, иранцы и другие национальности.

## Административное деление
Хорезмская ССР была разделена на 3 автономные области — Узбекскую, Туркменскую и Киргиз-Каракалпакскую.